# Bisdom Avellino

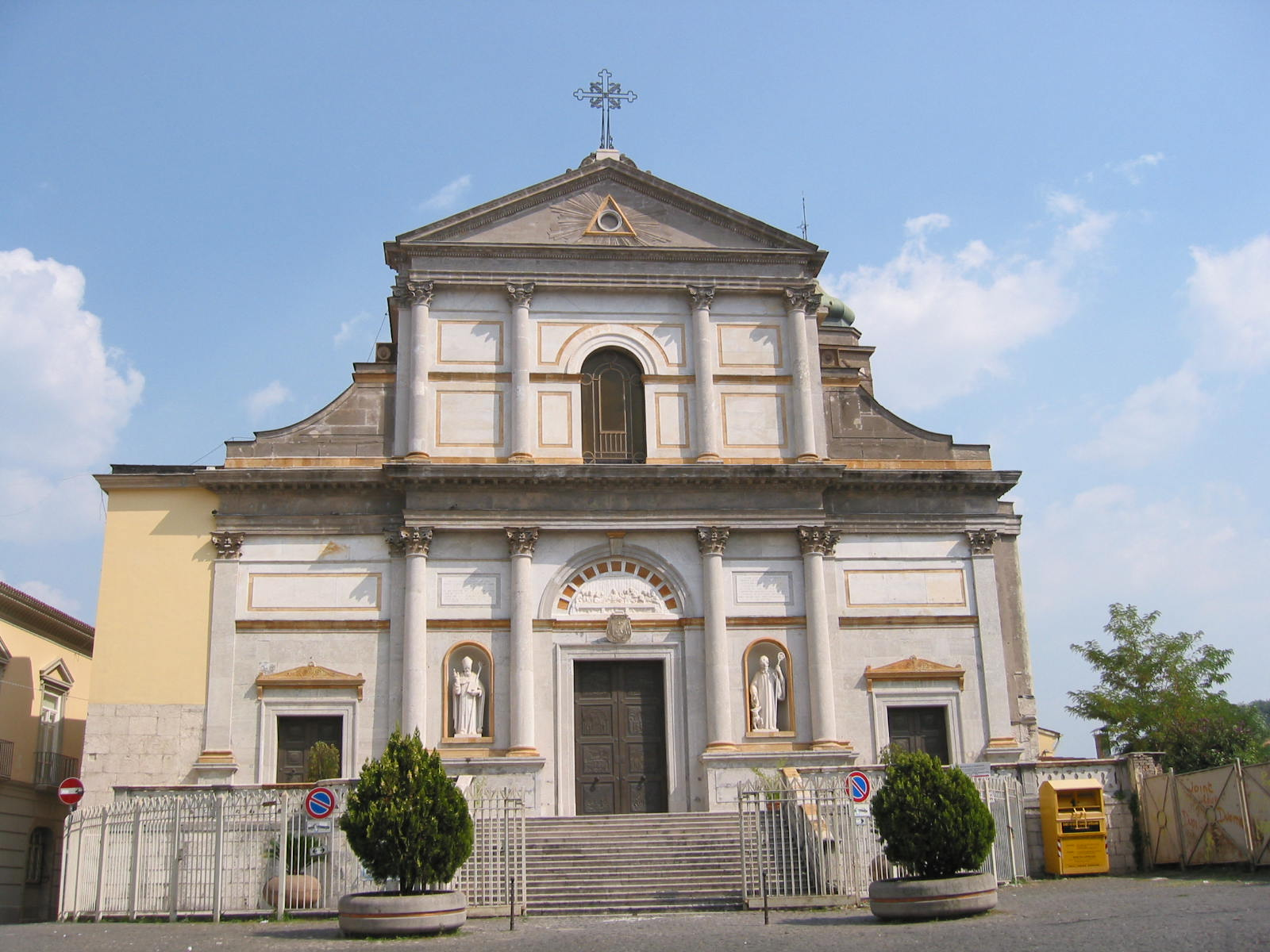
kathedraal van Avellino

Het bisdom Avellino (Latijn: Dioecesis Abellinensis; Italiaans: Diocesi di Avellino) is een in Italië gelegen rooms-katholiek bisdom met zetel in de stad Avellino in de provincie Avellino. Het bisdom behoort tot de kerkprovincie Benevento, en is samen met het aartsbisdom Sant'Angelo dei Lombardi-Conza-Nusco-Bisaccia, de bisdommen Ariano Irpino-Lacedonia en Cerreto Sannita-Telese-Sant’Agata de’ Goti en de territoriale abdij Montevergine, suffragaan aan het aartsbisdom Benevento.

## Geschiedenis
Het bisdom Avellino werd in de 2e eeuw opgericht.